# قرعف (الحيمة الداخلية)

تعديل مصدري - تعديل

قرعف هي إحدى قرى عزلة الأحبوب بمديرية الحيمة الداخلية التابعة لمحافظة صنعاء، بلغ تعداد سكانها 440 نسمة حسب تعداد اليمن لعام 2004.